# ESPN Caribbean
ESPN Caribbean es un grupo de canales de televisión por suscripción de origen estadounidense, dedicado a la emisión de eventos deportivos en la región. Está compuesta por los canales ESPN y ESPN 2, ambos localizados para el Caribe.

## ESPN Radio
En el Caribe, ESPN cuenta con dos estaciones de radio, ZSR-FM (103.5) en las Bahamas y 89 FM en Jamaica.
Programación de ESPN KLAS viene principalmente de ESPN Radio de 6:00 a. m. a 11:30 p. m. entre semana, incluyendo transmisiones diarias en vivo y diferido de Mike & Mike and The Herd. Además, la estación lleva los juegos de la NFL de ESPN Radio. Este contenido complementa la programación de la estación local de la emisora que incluye fútbol de Europa y América Latina.

## ESPN Play
Es una red de banda ancha que emite programación deportiva en vivo. Programación clave incluye la Eurocopa, Liga de España, Serie A Italiana, NFL, NBA, MLB, los torneos majors de golf y los torneos de Grand Slam de tenis, entre otros. A diferencia de las señales de Estados Unidos y Latinoamérica, ESPN Caribbean incluye numerosas competiciones de cricket, tales como la Copa Mundial, ICC World T20, Caribe Súper 50, entre otros.
Desde el 26 de junio de 2024 todo el contenido de los canales de ESPN Caribbean también está disponible en Disney+.

## Competidores
- Flow Sports
- Sports Max